# ロゼッチ氷河

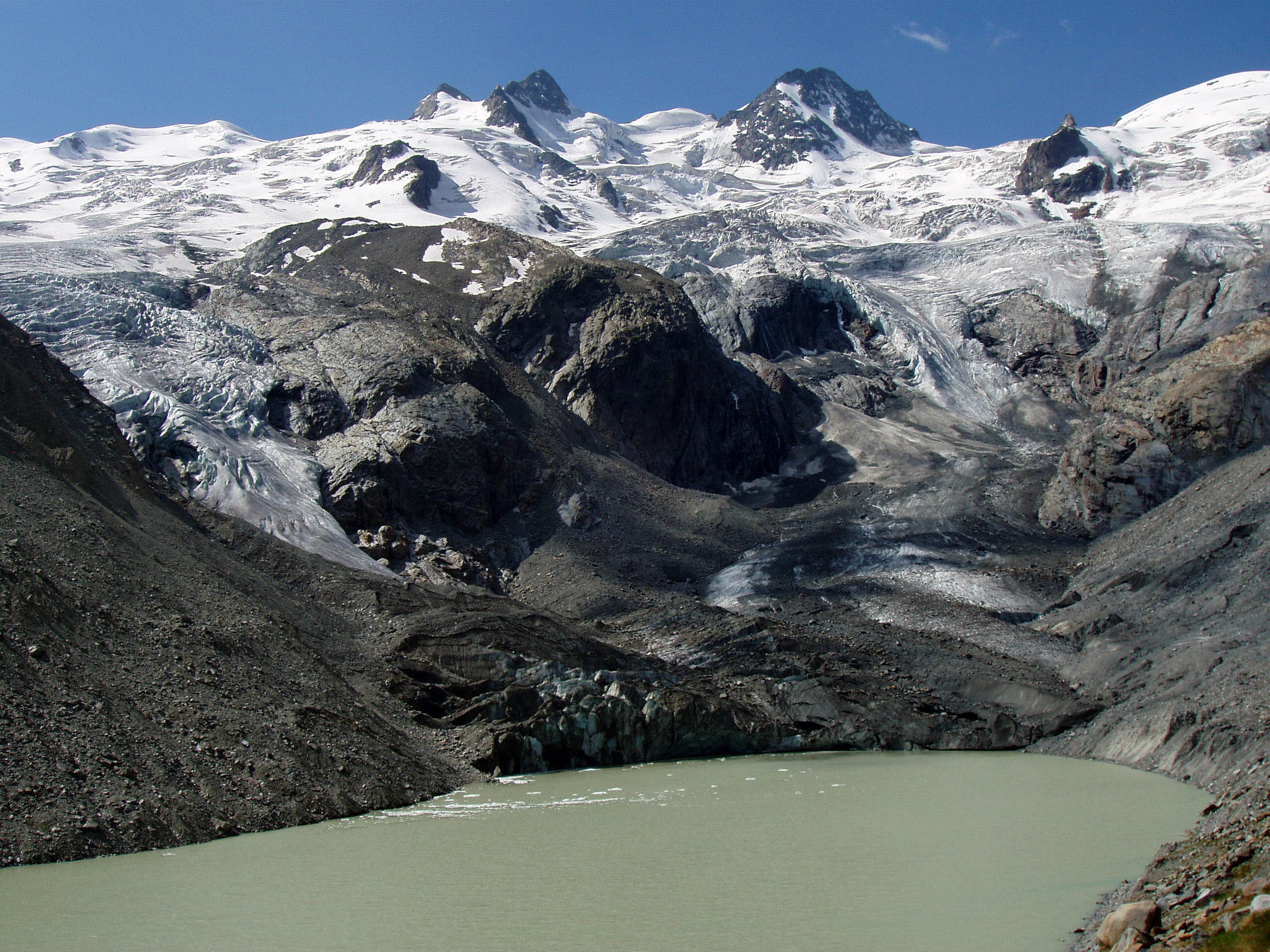
ロゼッチ氷河

ロゼッチ氷河（ロマンシュ語: Vadret da Roseg）は、スイス、グラウビュンデン州、ベルニナ山系にある氷河である。氷河の全長は4.90km、面積は8.52平方km（観測年2013年、Swiss Glacier Monitoring Network）。
ロゼッチ氷河を見るための主なポイントは、ポントレジーナから南に伸びるロゼッチ谷（ロゼック谷）の谷奥にあるホテル・レストランや、フォルクラ・スールレイなど。特にフォルクラ・スールレイは、ロゼッチ氷河に加え、ロゼッチ山、ベルニナ山などベルニナ山系の景観を得ることができるビューポイント。コルヴァッチバーンの中間駅、ムルテールから徒歩でアクセスできる。
一帯に高山帯の沖積地があり、下流側のロゼッチ谷にはオーヴァ・ダ・ロゼッチという蛇行する急流が流れている。ヒゲワシ、イソシギなどの生息地として、2005年にラムサール条約登録地となった。